# アンゴラ語
アンゴラ語(アンゴラご、n'golá)は、ポルトガル語系のクレオール言語である。サントメ・プリンシペの最南端で話されており、ポルトガル語を基層言語としている。

## 歴史
16世紀半ば、ポルトガル領アンゴラから訪れた奴隷船がサントメ・プリンシペの南海岸の手前で沈没し、そこで生き残った人々は、漁師として海岸に住み着いた。彼らの話していた言語は、サントメ・プリンシペで話されていた他のクレオール言語とは異なるものであった。